# Partido Revolucionario del Pueblo de Mongolia (2010)
El Partido del Pueblo Revolucionario de Mongolia (en mongol: Монгол Ардын Хувьсгалт Нам, translit.
Mongol Ardiin Khuvsgalt Nam) es un partido político mongol fundado en 2010 después de que una facción izquierdista descontenta con el rumbo del Partido del Pueblo de Mongolia se separara.
El nuevo partido obtuvo autorización de la Corte Suprema de Justicia de Mongolia para utilizar el nombre histórico del Partido en la era comunista. El partido formó junto al Partido Nacional Demócrata la denominada «Coalición de la Justicia», obteniendo 11 asientos en 2012 y haciendo gobierno con el Partido Democrático, pero tras las elecciones de 2016 vio reducida su representación a un solo asiento.
En las elecciones legislativas de 2020 el partido participó como parte de la organización Nuestra Coalición en la que este partido obtuvo el único escaño de la coalición en el Gran Jural.